# 巴拉馬打河
巴拉馬打河（英語：Parramatta River）是位於澳大利亞新南威爾士州東部、悉尼都會區的河流。地理上屬中級潮汐性的溺灣河口。河道平均深5.1米。巴拉馬打河是悉尼港的主要支流，而悉尼港是傑克遜灣的分支之一。次級支流包括蘭蔻河和鴨河。

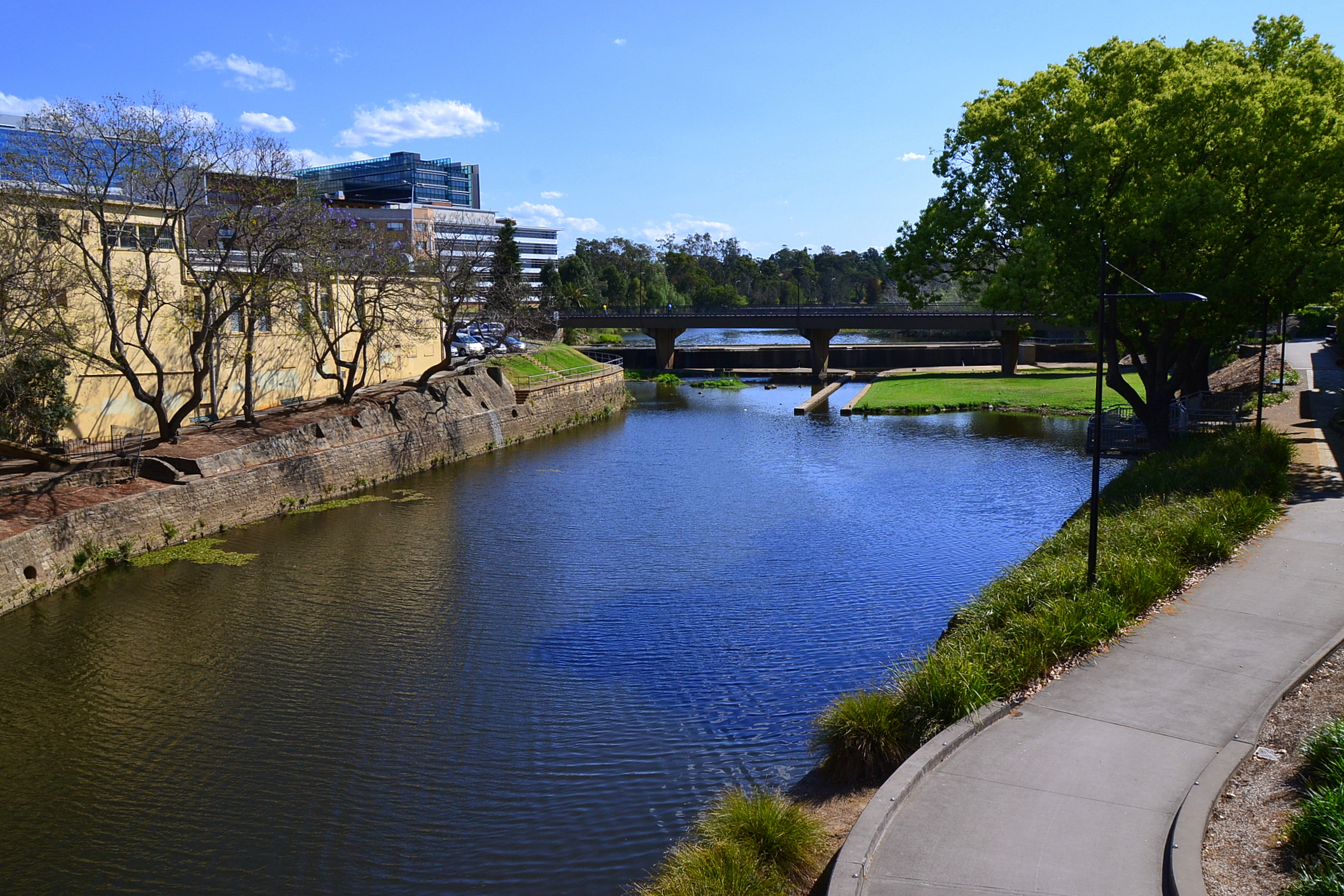
Parramatta River

巴拉馬打河上游來源是湯加比溪與達令磨坊溪，兩條溪流在北巴拉馬打融匯。巴拉馬打河向東流至位於贝茨格夫區的余魯賓（Yurulbin）與格林尼治區的曼角（Manns Point）之間的河口，在此匯入傑克遜灣，河口距塔斯曼海距離為21（13英里）。
巴拉馬打河的集水區覆蓋252.4平方（97.5平方英里），潮汐段的最上游點是位於巴拉馬打的查理街堰（Charles Street Weir)，此處距悉尼南北頭（悉尼港入海處）距離約30（19英里）。